# Li Shaogeng

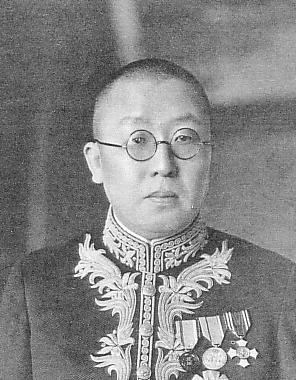
Li Shaogeng, vor 1943

Li Shaogeng (chinesisch 李紹庚 / 李绍庚, Pinyin Lǐ Shàogēng; japanisch nach Hepburn Ri Shōkō; * 1896 in Liaoyang, Chinesisches Kaiserreich; † unbekannt) war ein Politiker der frühen Republik China und Mandschukuos.

## Leben
Der in Liaoyang geborene Li besuchte die Höhere Handelsschule in Harbin und bekleidete anschließend verschiedene Verwaltungsämter bei lokalen Behörden und für die Fengtian-Clique unter dem Warlord Zhang Zuolin. Für diesen diente er zwischen März und September 1927 als Gesandter im sowjetischen Wladiwostok. Im Jahr 1931 wurde er Aufsichtsrat der Chinesischen Osteisenbahn.
Nach der Errichtung des japanischen Marionettenstaats Mandschukuo arbeitete er weiter für die Osteisenbahn und brachte es dort zum Präsidenten und Aufsichtsratsvorsitzenden. Im März 1935 wurde er zum Transportminister Mandschukuos berufen, was er bis Dezember 1942 blieb. Ab September 1942 war er zusätzlich mandschurischer Außenminister und blieb dies bis April 1944. Im April 1945 wurde er Sondergesandter bei der Neuorganisierten Regierung der Republik China in Nanjing.
Im Anschluss an die sowjetische Invasion der Mandschurei im August 1945 ging Li in den Untergrund. Sein weiteres Schicksal ist unbekannt.